# جيريمي فيشر (كاتب غير روائي)
جيريمي فيشر (بالإنجليزية: Jeremy Fisher)‏ هو كاتب غير روائي أسترالي، ولد في 9 نوفمبر 1954.